# William Allan (généticien)
Pour les articles homonymes, voir William Allan et Allan.
William Allan (1881-1943) est un médecin américain et généticien, pionnier de l'étude de la génétique et de l'hérédité humaines.
Le Prix William Allan, donné par la ASGH (Société Américaine pour la Génétique Humaine), a été créé en 1961 en mémoire du médecin William Allan.
Le syndrome Allan–Herndon–Dudley (en) porte son nom.